# 성재기 한강 실족 사건
성재기 한강 투신 사건 또는 성재기 한강 실족 사건은 2013년 7월 26일 대한민국의 시민운동가 겸 인권운동가인 성재기가 서울특별시 마포구 마포대교 남단 150m 지점, 해발 500m 높이에서 투신한 사건이다. 투신 퍼포먼스로 그는 자살이 아님을 밝혔다. 그러나 그는 투신 후 3일만에 서강대교 남단 150m 지점에서 시신으로 발견되었다. 성재기는 평소 남자도 아픔과 고통을 느끼는 인간이라며, 한국은 그런 점을 무시해왔다. 가부장제를 없애놓고는 가모장제를 만들어 새로운 독재체제, 전제군주정을 건설하려는 것이 현하의 한국 여성계라며, 남자들도 이제는 잠에서 깨어야 된다, 남자들도 이제는 어깨 펴고, 당당하게 목소리를 내고 자기 몫, 권리를 요구해야 한다고 역설하였다.
그는 2013년 현재 남성연대의 빚이 2억이지만 내가 투신하는 것은 얇은 잔꾀로써 빚을 갚으려는 것이 아니요, 나의 투신을 계기로 청년 남성들이 자기 권리, 자기 몫에 대해 깨닭는 초석을 마련해주고 싶었노라고 하였다. 그리고 한강 지역을 사전 답사하여 가장 덜 위험한 곳 몇군데를 투신 후보자로 낙점하였다는 점과 자신이 수영을 잘 한다는 점, 자신을 지지하는 고마운 분이 인명구조 자격증 소지자임을 공언하고 나는 반드시 살아서 나올 것이라 장담하였다.
2013년 7월 25일 투신 예고한 트위터에서 성재기는 "왜 다들 투신하면 제가 죽을 것이라 생각하십니까? 투신해도 전 거뜬히 살 자신 있습니다. 돈 빌려 달라는 소리를 덜 구차하려고 이런 짓을 한다는 정도로만 봐주십시오. 내일 저녁 7시 사무처 불고기 파티 예정대로 진행합니다. 그래서 7시 이전에 뛰어내린다고 했습니다. 불고기 먹읍시다"라며 살아 돌아오겠다고 장담했다. 7월 26일 오후 3시 성재기는 자신의 노트북으로 촬영한 사진을 올린 뒤, "남자도 사람이다"라고 외치고 투신하였다. 그러나 7월 24일과 7월 25일에 내린 비로 한강물은 흙탕물이었고, 다시 7월 27일에도 비가 내려 한강물은 계속 흐려 있었다. 그의 시신은 7월 29일 오후 3시 10분경 서강대교 남단에서 발견되었다.
남성연대 지지자들은 성재기를 추모하면서 성재기가 생전에 대립각을 세웠던 여성부 등에 책임을 돌리고 있는 반면, 성급한 행동이었다는 주장도 제기되었다. 열악한 남성 인권을 위한 투신이었다는 견해와 함께 무모한 퍼포먼스라는 견해 등이 공존한다. 또한 현장에서 성재기를 잡지 않은 점에 대해 자살방조 논란도 존재한다.

## 투신 예고와 실행
성재기는 2013년 7월 25일 한강 투신을 예고했다. 그는 트위터에 “한강에서 투신하겠다. 십시일반으로 우리에게 1억원을 빌려 달라”며 “빌린 돈은 남성연대의 급한 부채를 갚고 재개할 종자돈으로 삼겠다. 내가 무사하면 다시 얻은 목숨으로 죽을힘을 다하겠다. 그리고 반드시 돈을 갚겠다”고 호소했다. 또 그는 “내가 잘못되면 남성연대의 제2대 대표는 한승오 사무처장이 이어받을 것”이라며 극단적 상황에 대한 가능성까지 언급했다. 당시 그는 구체적인 투신 장소를 공개하지 않았다. “26일 오후 7시 한강 다리 24곳 중 경찰관과 소방관에게 폐를 끼치지 않을 곳을 선택해 기습적으로 뛰어내리겠다”고만 밝혔다. 성재기는 사전에 자신은 한강 답사를 했다며 비교적 덜 위험한 곳을 몇군데 후보지로 지적했다고 알렸다.
성재기는 평소 한국은 이상하게도 남자들이 약자라는 생각을 전혀 하지 못한다. 여자가 눈물흘리면 당연하게 여겨도 남자가 아파하고, 남자가 눈물을 흘리면 냉소하고 조롱한다고 지적했다. 한국에서 남자, 특히 젊은 남자들은 불가촉 천민이었다, 그 불가촉 천민으로 살던 남자들이 나이가 먹으면 똑같은 방법으로 자기 아들, 혹은 자식뻘 되는 남자들에게 희생, 헌신을 폭력적으로 강요한다고 지적했다. 성재기는 한편으로 패기와 자신감을 잃어버린 젊은 남자들이 이미 부귀와 재력과 지위를 가진 기성세대의 폭력과 독선을 깨는 것은 불가능하리라며 안타까워했다.
당초 호주제 부활론과 군 가산점을 주장한 그는 호주제 부활은 가장의 권위를 되살리는 것 보다는 아버지에게 아버지의 지위를 되찾아주자는 것이 목적일 뿐이며, 군 가산점은 여자를 차별하자는 것은 아니다, 다만 국가를 위해 강제로 희생되어야 했던 남자들에게 작은 보상이라도 해주자는 차원에서 군대 갔다온 남자들에 대한 다양한 방법의 지원을 해주자는 것이 취지였노라고 역설했다. 그는 내가 평소 호주제를 지지했다 하여 마초적이라는 것은 모함이자 악의적인 비방이라며, 가부장제 싫다고 어머니에게 가정의 권력을 넘기고 어머니를 새로운 독재자로 추대하려는 시도가 벌어진다고 지적했다. 어차피 가족 제도는 민주적으로, 가족 구성원에게 평등한 발언권을 보장해주는 쪽으로 흘러가야 한다고 덧붙였다. 비록 자녀들에게 완전한 발언권을 줄 수는 없지만 부모는 어디까지나 인생의 선배요 안내자, 조력자, 조언자, 후원자로만 남아야 한다, 그런데 한국의 부모는 자식들에게 전제군주로 군림하려 하는 악의적인 폭군, 독재자들이라고 지적했다. 그는 90년대 일본과 2000년대 한국사회에서 노인 학대, 노인을 내다버리는 일이 벌어지는 것은, 자식들이 평소에 품었던 증오와 원한이 뒤늦게 표출된 것에 불과하다고 지적했다. 자기가 돈과 물리적 힘을 악용, 자기 자식에게 폭군, 독재자로 군림하는 사람들이 뭐 잘났다고 박정희를 욕하고 전두환을 욕하고 김일성을 욕하느냐, 김정일을 욕하느냐, 한번이라도 자식들 의견을 편견없이 들어준 적은 있는가, 진지하게 자식들의 걱정 고민을 들어준 적이나 있느냐, 자식들에게 스스로 자기 길을 찾도록 방법을 알려 준 적이나 있느냐고 지적했다. 정말 먹여 살리는 것, 먹고 사는 문제가 급하면 혼자 살지 왜 결혼해서 자식을 낳고, 자기 불행을 자식들에게 되물려주었느냐고 항변하였다.
성재기는 가부장제는 남자들에게도 폭력적인 것이라며 이미 가부장제의 시대는 갔는데, 왜 한국 사회는 남자들에게 책임감과 희생을 강조, 강요하느냐고 항변하였다. 가령 야근과 회식을 강요하는 것부터가 그런 가부장의 역할을 강요하는 것이고, 회식과 야근을 강요하는 것부터가 남자들에게 책임과 희생을 강요하는 것이라고 지적했다. 그는 모든 여자가 어머니가 아니듯 모든 남자가 아버지가 되어야 할 필요는 없다고 강조했다. 그런데 한국 사회는 모든 남자에게 아버지 역할을 강요한다고 한탄했다. 성재기는 어떻게 하면 남자들이 깨닭음을 얻어 이 부당한 편견과 억압에 저항해야 하는가라는 질문을 늘 되풀이했다.
성재기는 남성연대의 빚이 2억 가까이 된다. 이는 전적으로 나의 불찰이다. 그러나 나는 남성연대의 빚을 갚으려는 것이 목적이 아니다, 다만 젊은 남자들 만이라도 자기 목소리, 자기 권리를 요구했으면 좋겠다, 이땅의 젊은 남자들이 깨닭음을 얻어 부당한 편견과 강요에 맞서야 된다, 이제는 가부장 역할, 아버지 노릇을 요구하는 그럴 계기를 마련할 뭔가를 나는 마련하고 싶었다고 강조했다. 한강 투신 예고에 많은 사람들이 우려를 표하자 성재기 대표는 자신의 트위터에 "왜 다들 투신하면 제가 죽을 것이라 생각하십니까? 투신해도 전 거뜬히 살 자신 있습니다. 돈 빌려 달라는 소리를 덜 구차하려고 이런 짓을 한다는 정도로만 봐주십시오. 내일 저녁 7시 사무처 불고기 파티 예정대로 진행합니다. 그래서 7시 이전에 뛰어내린다고 했습니다. 불고기 먹읍시다"라며 살아 돌아오겠다고 장담했다. 그러나 7월 25일과 7월 26일 중부권에 내린 호우로 한강물은 탁하였고 결국 마포소방서나 경찰, 해경 등의 합동 수색이 있었지만 결국 찾지 못하고 3일만에 시신으로 발견되었다.

## 투신 배경
성재기는 1999년 10월 군 가산점 폐지 소송을 계기로 여성위원회와 그 후신인 여성부의 폐지 운동을 추진하였다. 성재기는 평소 문명사회, 전근대 이후의 여자가 약자라는 주장은 궤변이자 억지이며 남자들도 약자의 처지에 몰릴 수 있다고 거듭 반복했다. 그는 또 여성은 무조건 약자라는 시각은 편견이라고 반복했다. 성재기는 늘 남자들도 결혼, 연애에 집착하지 말고, 가정에서 벗어날 것, 책임감과 의무를 포기하자며 남성 해방론을 제창하였다. 그는 남성이 연애와 결혼에 집착하고, 가정에서 벗어나지 못한다면 남성은 영원히 여성의 노예로 살아야 한다고 역설하였다. 그러나 그의 주장은 궤변 또는 마초이즘으로 몰려 비방당했다. 그는 남자다움과 책임감, 희생이 곧 마초의 덕목인데 마초의 덕목을 가진 자들이 자신을 마초라 매도한다고 항변하였다.
성재기가 한강으로 뛰어내린 이유는 남성연대의 운영난을 타개하기 위해서였다. 성재기는 평소 내가 죽음으로써 이땅의 남자들이 반성하고 새로운 사람으로 거듭난다면, 남자들이 자기 자신을 되찾는 계기를 마련해줄 수 있다면 나는 죽음이 두렵지 않다, 남자들이 가정, 결혼, 사회, 관습으로부터 해방될 수 있다면 나는 웃으면서 죽을 수 있다고 역설하였다. 성 대표는 투신 전날 호소문에서 “온힘을 다했지만 무지했고 많은 시행착오를 겪었다. 여성부의 관리를 받아야 하는 현실 때문에 정부지원을 포기했고 후원기업도 없었다. 우리는 늘 돈과 싸워야 했다”면서 “목숨을 걸고 말한다. 남성연대에 마지막 기회를 달라”고 호소했다. 또 성재기는 “대한민국이 온통 여성 이야기만 하는 이때 남성의 목소리도 내기 위해 남성연대를 출범했다. 그러나 지금까지 걸어온 길은 모욕과 조롱의 가시밭길이었다. 여야와 좌우의 정치 이야기는 점잖고 남성의 인권 이야기는 패배자나 하는 가십으로 취급하는 이 나라에서 남성연대는 영원히 못난 삼류였다”며 단체 운영의 고충을 토로했다.
그는 평소 기성세대 남자들이야 말로 실패한 인생, 부인과 자식을 위해서 간이고 쓸개고 다 내빼주고 남은 것도 없는 바보들이라며, 자기가 바보같이 인생을 망쳤으니 자기 자식, 자기 동생, 조카, 젊은 남자들도 자기처럼 망가져야 된다는 아주 악의적인 피해망상을 가졌다고 지적했다. 그는 한국인들의 악질적인 습관으로 물귀신주의, 물귀신이즘을 지적했다. 자기가 망가졌으니 너도 망가지라는 것이다. 시어머니가 며느리를 미워하고 구박하는 것, 그리고 그 며느리가 다시 시어머니가 되어 다시 자신의 며느리를 구박하는 것도 같은 패턴이라고 지적했다. 또, 젊은놈이 그것도 못한다라는 것도 그런 물귀신주의, 물귀신이즘의 근거로 지적했다. 그는 누가 가족 위해서 뼈빠지게 고생하라 강요했느냐? 아니다, 자기가 좋아서 고생해놓고, 자기가 좋아서 야근해놓고, 술마시고는 누구더러 피해의식을 갖느냐고 일갈했다. 근무시간에 잡담하지 말고, 커피 안마시고, 딴짓 안해도 야근 줄인다며, 쓸데없이 모여서 술마시고 수다떨지 않아도 다음날 아침에 피곤할 일 없다고 지적했다. 그는 평소 기성세대 남자들이 자기가 좋아해서 야근하고 술마시고는 어디서 배워먹지 못한 피해의식을 갖고 사느냐고 지적했다. 그럴 것이면 다 그만두고 차라리 머리 깎고 스님이 되거나 신부가 되거나 수도사나 되라고 지적했다.
성재기는 2013년 7월 25일 "7월 26일 오후 7시 이전 한강 24개 다리 중 경찰, 소방관 등에게 폐 끼치지 않을 다리를 선택해 기습투신할 것이며 그 과정은 동료들이 촬영해 인증할 것"이라 예고하였다. 성재기는 투신 전날 남긴 글을 통해 “현재 여성부와 600여개 여성단체들이 천문학적인 국민세금으로 운영되고 있다”고 지적했다. 현재 파악된 남성단체 수는 단 2개에 불과하고 여성단체 수는 세금으로 운영되는 곳만 485개에 이르는 것으로 공식 집계됐다. 여성단체 숫자 규모가 이정도면 정부지원 총규모가 가히 짐작되고 남을 일이다. 이처럼 여성단체들이 해마다 정부부처들의 지원 예산액을 늘리면서 주요사업을 풍요롭게 이끌고 있는 반면 남성단체에는 일전 한 푼의 국가 지원이 없다. 기업 후원도 남성단체엔 전무한 실정이었다. 이런 사정을 세상에 알리려한 성재기는 남성연대가 “늘 궁핍해 돈과 싸워야 했다”며 투신으로 극단적인 방법을 택하다 목숨을 잃고 말았다.
당시 성재기 대표는 자신이 이끌고 있던 사회단체의 운영경비와 사회적 비난으로 많은 고뇌와 고민을 하던 상황이었으며, 이에 대한 자신의 강력한 표현으로서 한강 다리에서의 투신 퍼포먼스(?)를 대중에게 제시하였다.
남성연대는 정부의 지원을 받지 않고 후원자들의 모금으로 운영되는 것으로 알려졌다. 여성가족부 폐지와 군 가산점제 부활 추진, 편부가정 반찬봉사 등으로 일부 남성 지지층을 끌어 모았으나 여성단체에 대한 공격적인 태도와 성 대표의 과격한 트위터 발언 등이 논란을 빚으면서 여론의 엇갈린 평가를 받고 있다. 그는 26일 오후 3시 19분 마포대교 남단에서 한강에 뛰어들었다. 경찰과 소방인력 등은 즉시 수색에 나섰지만 날이 어두워지면서 이날 오후 10시경 철수했다.

### 열악한 남성 인권 호소
성재기는 남성연대에 대한 관심 이외에도 2010년대 현재, 한국 사회에 남성 인권이 뿌리내리기 척박하다는 것을 호소하였다. 그는 평소 "말로는 남성중심 사회, 가부장제 사회라고 하지만 그만큼 남성들에게 무거운 짐을 짊어질 것을 강요해왔다"며, 남성들 스스로도 고통스러워하고 힘들어하는데도 주변의 시선이 두려워서 짐을 내려놓지 못한다고 했다. 그는 주변의 시선이 두려워서 계속 짐을 짊어져야 되느냐며, 남성들에게 부과된 짐을 내려놓을 것을 호소하였다. 그는 왜 아버지들, 형들의 무지몽매를 자식세대 혹은 동생뻘 되는 자들에게 강요하느냐며, 섹스가 인생의 전부냐? 고작 섹스 한 번 하기 위해서 이세상에 태어났느냐고 호소하였다.
성재기는 여자와 연애, 결혼, 섹스하는 것이 인생의 전부가 아니라고 지적했다. 섹스보다, 연애보다, 가족보다, 가정보다 더 높고 숭고한 일, 훌륭한 일은 얼마든지 많다. 드높고 원대한 꿈과 이상을 실현하기 위해서 우리는 관습, 편견, 섹스, 연애, 친구 그 모두로부터 벗어나야 한다, 한 사람의 위대한 개인으로 거듭나야 한다. 위대한 개인으로 거듭나려면 우리 모두 외로워야 한다. 인간이 외로울 수 밖에 없는 현실을 인정하고 보다 자기 자신의 발전을 위해 힘써야 한다고 지적했다.
성재기는 또, 지지리도 못난 인간들이 결혼 한번 한 것을 마치 대단한 일 치룬 것처럼 착각한다고 지적했다. 그 열등한 인간은 비록 결혼해서 자식을 낳았지만 그 자식의 대에 대가 끊길 것이다. 지금 결혼했다고 잘난척 하는 자들도 분명 자식들 대에 대가 끊기거나 다큰 자식 나이먹고도 독립도 못하고, 나중에는 자식들 먹여살리다가 같이 굶어죽을 것이라고 지적했다. 어차피 지금의 중장년층 중 상당수는 자식 교육에 실패한 자들이며 자기 잘못도 모른채 피해망상에 찌들어서 정신병이나 앓거나 치매에 걸려서 죽을 사람들이다. 사람은 각자 자기만의 세계, 자기만의 길, 자기만의 방법이 있는 법이다. 따라서 젊은이들은 결혼했다고 잘난 척 하는 인간들을 부러워할 필요가 없다고 지적했다. 무지한 어른, 편협하고 독선적인 기성세대들의 주장에 여러분은 상처받지 말고 오히려 때가 됐을 때 되돌려줄 생각을 하라, 그러려면 지금부터라도 이를 악물고, 독한 마음을 먹고 성공하라고 강조했다. 그리고 성재기는 꼭 학교 공부, 글공부만이 길이 아니며 문화 예술이든 기술이든 한 분야의 전문가가 되는 것도 성공한 것이라고 덧붙였다. 성재기는 인간이란 외로운 존재라며, 다른 사람에게 의존, 의지하지 않고 자기 혼자서 모든 것을 처리할 수 있는 인간이야 말로 강자가 될 것이라고 지적했다. 혼자인 인간은 외롭지만 동시에 엮이거나 발목잡힐 일도 없는 인간이라는 것이다.
성재기 대표는 7월 25일 남성연대 홈페이지에 "남성연대의 열악한 재정 사정과 한국 남성 인권의 현주소를 고발하기 위해 투신하는 것이라며 '자살 소동'과는 거리가 멀다"고 주장했다. 성재기는 7월 25일 남성연대 홈페이지에 자신이 퍼포먼스를 벌이는 배경에 대해 열악한 남성 인권의 현 주소를 알리기 위해서라고 밝혔다. 그는 남성연대 홈페이지에 "뻔뻔스러운 간청을 드린다. 시민 여러분들이 저희에게 1억 원을 빌려달라", "남성연대의 급박한 부채를 갚고 운영자금을 마련하겠다"며“남성연대의 열악한 재정 사정과 한국 남성 인권의 현주소를 고발하기 위해 내일 한강에 뛰어 내리겠다”라며 공지하였다. 평소 성재기는 남자들도 더 이상 결혼이나 연애에 집착하지 말고 자기 자신에게 투자해야 한다, 남자들이 연애에 집착하고 결혼에 집착한다면 남자들은 영원히 여자들의 노예로 전락하고 말 것이라고 지적했다.
성재기는 평소 나혜석과 김일엽, 김명순을 당시 여자들은 미친년이라고 비방하고 폄훼하였다. 그러나 이제와서 지금 어떤 여자가, 누가 나혜석과 김일엽, 김명순을 미친년이라고 비방하느냐고 지적했다. 그는 지금 남자들에게 강요되는 책임감, 헌신이 곧 마초적인 발상이며 486세대나 397세대의 자식들 대에 깨질 것이라고 전망했다. 그는 여자들이 책임감, 희생, 헌신을 포기했으니 만치 남자들도 책임감을 버리고 가족 부양을 포기하고 희생, 헌신을 거부하라고 역설하였다.
성재기는 여성은 무조건 약자라는 사회적인 편견 덕분에 같은 남성들로부터도 외면당하는 점과, 기업체로부터의 지원 등도 전무하다고 지적했다. 그는 재벌과 기업체의 상류층, 잘나가는 남자들은 그들 나름대로 자신들이 강자이기 때문에 서민 남자들, 중산층 남자들의 열악한 처지 따위에는 애당초 관심도 없다며 불만을 토로하였다. 또 성재기 대표는 "현재 여성부와 수 십 여개의 여성 관련기관, 600여개의 여성 단체들이 천문학적인 국민세금으로 운영되고 있다"며 "국민 세금을 지원받으면 여성부의 관리감독을 받아야해서 정부지원은 일찌감치 포기했고 기업 후원도 없다"고 전했다. 7월 25일 오후 5시부터 저녁 10시까지 성재기는 방송과 언론사 기자들을 서울 영등포구의 남성연대 사무실로 초청, 자신이 투신하는 취지를 설명하고, 일부 착한 남자, 착해보이고 싶은 남자들 때문에 남자가 약자라는 사실을 전혀 인정하지 않고 있다, 남자도 약자가 될 수 있다는 사실을 인정하지 않는게 진짜 마초가 아니냐고 역설했다. 투신 직전인 7월 26일 오전, 성재기는 남자도 사람이라며 남자는 무쇠덩어리가 아니라고 호소하였다.

### 여성 약자론과 사회적 편견
성재기는 이미 가정의 경제권을 쥔 것은 사실상의 여성인데 어떻게 여성이 일방적인 약자냐고 주장하였다. 또한 1998년 3월 이후 여성할당제 등으로 공무원과 교사, 군무원, 외교관 등에서 여성 합격자들이 꾸준히 증가하는 것과 간호사, 간호조무사, 조리사, 사무원 등 남성을 채용하지 않는 고연봉직종이 존재하는 반면 남자들은 적은 돈으로 공장에 가서 고된 노동을 한다면 취업 시장에서 과연 누가 약자냐고 항변하였다. 그는 또 남자들은 컴퓨터 자격증이나 사무관리분야 자격증이 있다 한들, 간호사, 간호조무사, 조리사, 사무원 등의 직종에는 채용되지 않아 공장에 갈 수밖에 없다며 남자들이 오히려 취업시장에서 조차도 약자로 전락한지 오래라고 주장했다.
성재기는 “대한민국이 온통 여성 이야기만 하는 이때 남성의 목소리도 내기 위해 남성연대를 출범했다. 그러나 지금까지 걸어온 길은 모욕과 조롱의 가시밭길이었다. 여야와 좌우의 정치 이야기는 점잖고 남성의 인권 이야기는 패배자나 하는 가십으로 취급하는 이 나라에서 남성연대는 영원히 못난 삼류였다”며 단체 운영의 고충을 토로했다. 그는 남자도 아픔과 고통을 느끼는 사람이다.
그는 지금의 청년 남자들이 취직을 못하는 것은 당연한 것이며, 애당초 땀흘려 노동하는 것을 수치스럽고 창피한 일, 편한 일, 사무나 보는 화이트칼라 직업을 가지라고 강요한 부모들이 잘못된 자들이라고 지적했다. 성재기는 지금의 중장년층이 썩은 인간들이며 여러분의 못난 아버지, 형들은 버림받고 구박받아 마땅한 존재들이라고 지적했다. 그는 지금의 중장년층은 현실을 왜곡한다, 자기 자식들에게도 사실을 사실대로 말하지 않는다고 했다. 성재기는 젊은이들이 바로 나라의 희망이다. 그런데 대한민국은 중장년층과 기성세대들이 나이와 편견과 지위로서 청년들의 미래를 짓밟아왔다고 지적했다. 자기 자녀들에게도 현실감각을 길러주지 않아 자기 자식을 망쳐놓고는 끝내는 남의 자녀들까지 망쳤다고 지적했다. 그는 나는 그러한 대한민국 중장년층의 한 사람으로서 젊은이 여러분에게 평소 미안함과 죄송함을 통감할 뿐이라고 했다.
성재기는 투신 전날인 2013년 7월 25일 남긴 글을 통해 “현재 여성부와 600여개 여성단체들이 천문학적인 국민세금으로 운영되고 있다”고 지적했다. 현재 파악된 남성단체 수는 단 2개에 불과하고 여성단체 수는 세금으로 운영되는 곳만 485개에 이르는 것으로 공식 집계됐다. 여성단체 숫자 규모가 이정도면 정부지원 총규모가 가히 짐작되고 남을 일이다. 여성단체들이 해마다 정부부처들의 지원 예산액을 늘리면서 주요사업을 풍요롭게 이끌고 있는 반면 남성단체에는 일전 한 푼의 국가 지원이 없다. 기업 후원도 남성단체엔 전무한 실정이었다. 성재기는 또 가부장제에 반대한다 하면서 가모장제를 획책하려는 자들이 있다면서, 가부장제가 싫으면 가부장의 일인독재 대신 부인, 자식, 손자, 딸 등에게도 동등한 발언권을 줘야지 어떻게 가모장 독재로 바꾸려 하느냐고 1990년대 이후의 가족정책은 실패작중의 실패작이라 지적했다.
한편 성재기는 '남성연대가 이토록 찬밥신세가 된 것은 물으나 마나 여성이 사회적 약자라는 관념이 박혀 있어서다.'라고 지적했다. '성재기의 울분은 여성의 사회적 권리가 남성과 동등 또는 그 이상으로 신장된 대한민국에서 여성이 여전히 사회적 약자로 대접받는 것은 몹시 부당하다는 것이었을 게다.' 라는 평도 있다. 그는 이제 한국사회에서 남성이 오히려 약자의 처지로 내몰렸다고 본 것이다. 그러나 남자들도 자기 취미, 게임, 만화, 인터넷, 그리고 정말 섹스를 하고 싶은 인간은 여자 모양 인형, 자위기구까지 나온 마당에 탈출구, 비상구는 충분하다고 지적했다. 더 이상 성욕, 연애 때문에 고통받을 필요 없다, 이제는 남자들이 여성, 기성세대의 편견을 외면하거나 나중에 여성, 기성세대가 아쉬울 때 냉정하게 끊어버리면 된다고 강조했다. 젊은 남자라는 이유로 받아온 무조건 건강해야 한다, 힘세어야 한다, 취직해야 한다 등 사회적 편견을 이제는 되돌려줄 때가 되었다. 그는 이제 내가 젊은 남자들만이라도 기나긴 잠에서 깨우겠노라고 호언장담했다.

## 투신 퍼포먼스와 사고

### 투신 강행
7월 25일 그는 "한국 남성 인권의 현주소를 고발하며 투신하겠다"고 선언했다. 7월 25일 성재기는“내가 잘못되면 남성연대의 제2대 대표는 한승오 사무처장이 이어받을 것”이라며 극단적 상황에 대한 가능성까지 언급했다. 당시 그는 구체적인 투신 장소를 공개하지 않았다. “26일 오후 7시 한강 다리 24곳 중 경찰관과 소방관에게 폐를 끼치지 않을 곳을 선택해 기습적으로 뛰어내리겠다”고만 밝혔다. 그는 투신 예고 때 “투신해도 거뜬히 살 자신 있다”고 했고 투신 직전 한 인터넷신문과의 인터뷰에서 “이번 퍼포먼스로 동지들이 결속할 것”이라고 말한 것으로 알려졌다. 25일 저녁부터 대한민국의 중부 지역 일부에서는 비가 내렸고, 성재기의 일부 지지자들은 그를 만류하였다.
성재기의 한강 투신 예고는 비판 여론을 몰고 왔다. 지지자와 후원자들 사이에서도 “목숨을 걸지 말라”는 만류와 “방법에서 잘못됐다”는 비판이 잇따랐다. 남성연대 후원자라고 밝힌 한 네티즌(@Tak*****)은 “목숨을 걸어야 할 일은 아니라고 생각한다. 장기 후원하는 사람들을 창피하게 만들 상황을 벌이지 말아 달라”고 당부했다. 그러나 성재기는 살아서 돌아온다며 거듭 안심시켰다. 성 대표는 "7월 26일 오후 7시 이전 한강 24개 다리 중 경찰, 소방관 등에게 폐 끼치지 않을 다리를 선택해 기습투신할 것이며 그 과정은 동료들이 촬영해 인증할 것"이라고 밝힌 바 있다. 7월 25일 저녁의 트위터 글에 성재기는 “왜 투신하면 죽을 것이라고 생각하는가. 구차하지 않은 방법으로 돈을 빌려 달라고 하기 위해 이런 행동을 한다고 생각해 달라”고 트위터에 적었다. 그러나 투신 계획을 철회하지는 않았다. 그러나 7월 25일부터 비가 내렸고 성재기의 지지자들은 때가 좋지 않다는 이유로 그를 만류하였다.
그는 7월 25일 비가 오자 계속 그의 투신을 만류하는 전화를 받았다. 그러나 그때마다 성재기는 자신은 전투 수영을 잘 했다, 한강을 이미 사전 답사를 하고 비교적 덜 위험한 곳 몇군데를 후보지로 지적했다, 나는 청소년기에 병약한 체력을 고치기 위해 태권도와 수영을 배웠노라며, 또한 나는 여러분이 모르는 비장의 카드를 준비하였다고 장담했다. 그 비장의 카드가 뭐냐는 계속된 질문에 그는 이미 수상구조대원 두 명, 그것도 고맙고 황송하게도 나를 믿고 따르던 믿을만한 사람들이라고 답했다. 논란이 확산되자 성재기는 자신이 자살하려 하는 것이 아니며, 반드시 살아 돌아올 것을 약속하였다. 성재기는 7월 25일 저녁의 트위터 글에 “왜 투신하면 죽을 것이라고 생각하는가. 구차하지 않은 방법으로 돈을 빌려 달라고 하기 위해 이런 행동을 한다고 생각해 달라”고 트위터에 적었다. 그러나 투신 계획을 철회하지는 않았다. 그는 불고기 파티를 약속했지만 결국 사고로 취소되고 만다.
경찰대 교수 표창원은 ‘남성연대‘ 성재기 대표의 한강 투신 예고에 "도와주지 말라"는 트윗을 남겨 화제가 되기도 했다. 경찰대학교 교수 표창원은 그가 생명을 담보로 국민을 상대로 협박하는 것이라고 주장했다. 표창원 전 교수는 "남성연대대표 자살예고 관련 대책은 결코 입금 등 그 요구 받아주는 것이 아닙니다. 정신보건센터 등의 자살방지 정신과 긴급 상담 진료 등 응급 의료대책입니다. 공개한 이상 무시해선 안되겠죠. 생명은 소중합니다. 누구든 이를 가벼이 여겨서는 안됩니다."라는 글로 ‘남성연대’에 기부금을 주지 말라는 글을 남겼다. 이에 성재기는 "너도 입 닥X라. 표절 창원아"라며 격한 반응을 보였다.
7월 25일 저녁 11시, 그는 죽을 지도 모른다는 우려에 대해 그는 내가 죽음으로서 열악한 남자들의 권리를 되찾는다면 기꺼이 웃으면서 죽을 자신이 있다고 답했다. 가부장제가 사라진 지가 언제인데 아직까지도 남자들에게 가부장의 역할을 강요한다며, 가령 남자들에게 무조건 군대에 가라고 강요하는 것과, 회사에서 무한한 야근과 특근, 적은 월급에도 열심히 일하라고 강요하는 것부터가 바로 남자들에 대한 가부장적 책임감, 의무 강요라고 지적했다. 성재기는“내가 잘못되면 남성연대의 제2대 대표는 한승오 사무처장이 이어받을 것”이라며 극단적 상황에 대한 가능성까지 언급했다. 그는 내가 죽어 남자들도 아픔과 고통을 느끼는 인간임을 깨닭는다면 나 하나 죽어도 전혀 아깝지 않다고 장담했다.

### 투신
2013년 7월 26일 오후 3시, 성재기는 한강대교 남단 150m 지점 좌측에서 4명의 남성연대 회원 및 그가 사전에 동원한 수상구조 자격증 소지자 신모, 박모, 그리고 KBS 방송국 기자 등을 동행한 상태에서 난간을 잡고 사진촬영을 하였다. 성재기는 "그동안 고마웠습니다. 감사합니다"라는 짤막한 한마디를 남긴 뒤 "남자도 사람이다!"라고 외치고 뛰어내렸다. 사전에 동원한 수상구조원 두 명이 횡단보도를 건너 마포대교 남단 다리 아래로 내려가던 중이었고, 당시 장면을 이상하게 본 한 시민의 제보로 경찰차와 소방차가 도착했다. 경찰차와 소방차의 출동을 본 성재기는 연락 없이 바로 해발 500m 높이에서 투신하였다.
인명구조 자격증이 있는 박아무개(28), 신아무개 등도 대기시켰다. 현장에 있던 한 남성연대 회원은 “박씨가 만일의 사태에 대비해 대기해 있었다. 손쓸 틈 없이 빨리 떨어졌다. 이벤트성으로 관심 끌어 모금하려 했는데 사고가 났다. 성재기는 ‘수영을 잘한다’며 완강했다”고 말했다.
성재기는 이날 오후 3시 19분께 마포대교 남단에서 북단 방향 500m 해돋이 전망대 부근에서 투신했다. 성재기는 며칠 전에 고용한 사설 구조요원 신모(남성연대 회원이자 성재기 지지자), 박모 등과 사전에 계획하고 자신이 연락하거나 신호를 보내면 즉시 한강으로 뛰어들어 구조하기로 하였다. 그러나 신모 등은 마포대교 아래까지 내려가는데 빨간불이 걸려 시간이 걸렸다. 경찰과 소방관이 도착하는 것을 본 그는 신모 등의 구조대원들이 마포대교 남단 교각 아래로 도착하기 전에 투신했다. 교각에 내려간 사설 구조대원들은 신호나 연락이 없자 초조하게 기다렸지만 성재기는 이미 투신한 직후였다. 한편 그의 투신 장면을 촬영하던 남성연대 직원 세 명과 KBS 기자 등이 취재하고 있었다. 이들은 성재기가 투신하려는 순간 붙잡지 않아서 이후로도 계속 논란거리가 되었다.

#### 투신 직후 반응
성재기의 투신 사실이 전해진 이후 SNS 상에는 성 대표의 투신 당시 사진이 올라왔다. 이 사진에는 난간을 붙잡고 서 있는 성 대표 주위에 소형 캠코더를 든 남성과 카메라를 든 남성, 그리고 KBS 카메라 기자 등 3명이 서 있는 모습이 담겨 있다.
일부 네티즌은 2013년 7월 26일 오후 2시 50분경에서 3시 8분 사이에 마포대교 남단을 지나다가 촬영한 사진을 디씨인사이드, 일베저장소, 오늘의 유머, 뽐뿌 등 인터넷 커뮤니티에 올렸다. 한 트위터리안도 성 대표가 마포대교에서 뛰어드는 것을 목격했다고 전하며 사진을 올리기도 했다. 성재기는 26일 오후 3시 자신의 트위터에 "정말 부끄러운 짓입니다. 죄송합니다. 평생 반성하겠습니다"라는 글과 함께 사진을 올렸다. 사진 속엔 한강으로 뛰어드는 성재기의 모습이 담겨 있다. 한편 그의 투신 퍼포먼스를 접한 누군가가 마포경찰서와 소방서, 수상구조대에 전화를 했고, 취재기자들이 있는 것과 성재기가 난간으로 나가는 것을 이상하게 본 시민의 제보로 경찰과 소방관이 즉시 도착했다.
트위터에는 한 네티즌이 "길가다 성재기 대표가 한강 투신하는 모습을 봤다"며 현장 사진을 찍어 게재하기도 했다. 성재기 대표의 투신 이후 서울지방경찰청 한강경찰대와 서울 영등포소방서는 구조 작업을 벌였다. 당시 119 구조대원들과 한강경찰대는 성 대표의 투신 신고를 받고 현장에 출동해 서울 마포대교 아래서 1시간째 수색작업을 벌이고 있으며 한동안 생사여부는 알려지지 않았다. 네티즌들 중에는 성재기를 조롱하는 반응도 있었고, 살아돌아오기를 기대하는 반응도 있었다. 한편 성재기 투신 직전 현장에 있던 남성연대 회원 4명과 KBS 기자를 비롯한 3명의 기자들에 대한 성토 여론도 등장하였다.

### 수색 과정
7월 26일 영등포소방서는 오후 3시 20분쯤 소방관 30여 명과 차량 4대 등을 출동시켜 성재기 대표가 투신한 것으로 보이는 마포대교 주변을 수색했지만 아직 그를 찾지 못한 것으로 전해졌다. 구조대원 48명과 소방구조정 3척, 구급차 등 차량 6대, 소방항공대 소속 헬기 1대가 출동했다. 현장에는 119구조대 보트를 비롯해 헬기 등이 동원됐지만 성재기 대표를 찾지 못했다. 한편 소방당국 관계자는 "최근 비가 많이 내려 물이 많고 유속이 빠른 탓에 수색 작업에 어려움을 겪고 있다"고 전해 성재기의 행방에 더욱 네티즌의 관심이 모아지고 있다. 7월 25일 내내 비가 왔고, 7월 26일 새벽에도 대한민국 서울과 경기도 일부 지역에 비가 내렸으므로 한강물은 흙탕물이었다.
성 대표가 한강에 투신했다는 소식을 접한 소방당국은 곧바로 수색 작업에 나섰다. 하지만 장마로 한강 유속이 빨라졌고, 흙탕물로 인해 시야확보가 어려워 수색에 난항을 겪고 있다. 이에 소방당국은 성재기의 시신이 한강 하류 쪽으로 떠내려갔을 가능성도 열어놓고 수색 범위를 경기도 김포대교까지 넓힐 방침이었다. 그리고 김포대교 일대까지 경찰, 소방서, 수상구조대, 해경 등이 동원되어 수색작업에 들어갔다.
7월 29일 수색작업이 사실상 중단됐다. 서울 영등포수난구조대는 성 대표에 대한 집중적인 수색을 중단하고 일상업무로 복귀한다고 29일 밝혔다. 소방당국은 "일단 수중 수색을 중단하고 수색 방식을 순찰로 바꿨다"며 "필요시 잠수부를 다시 투입할 수도 있다"고 말했다. 앞서 소방당국은 7월 26일부터 구조대원 60여 명과 구조차량 5대, 구조정 10척, 소방헬기까지 동원해 대대적인 수색작업을 벌였다. 그러나 당시 장마로 한강 유량이 늘고 유속이 빨라져 수색에 난항을 겪었다. 수색기간동안 발견한 시신 3구는 성 대표가 아닌 것으로 알려졌다. 처음 성재기로 추정되는 시신을 건졌으나 2012년에 가출한 여성의 시신이었고, 그밖에 10여 명의 시신을 건져냈으나 7월 28일까지 성재기는 찾지 못했다.
한편 서울 마포경찰서는 성 대표가 투신할 때 함께 현장에 있었던 남성연대 사무처장 한 아무개 씨(35)와 남성연대 직원 2명, 지지자 박 아무개 씨(28) 등 4명을 불러 자살방조 혐의에 대해 조사하였다. 경찰은 성 대표가 투신할 당시 현장에 있었던 남성연대 직원 3명과 지지자 등을 불러 자살방조 혐의에 대해서도 조사를 벌였다. 당시 현장에 있었던 남성연대 관계자는 경찰 조사서 "퍼포먼스를 준비했는데 사고로 이어져 죄송하다"고 밝혔다. 한편 현장에서 취재하던 KBS 기자에 대해서도 문제가 되었다. 취재할 수 있으면서 성재기를 구하지 않았다는 점에 대한 비판이었다.

### 퍼포먼스와 사고
경찰은 성재기 실종 경위를 확인하기 위해 당시 성재기가 마포대교에서 뛰어내릴 당시 현장에 함께 있었던 2명을 참고인 신분으로 불러 투신 경위를 파악하였다. 성재기는 자신이 자살 목적이 아니라 퍼포먼스임을 밝혔다. 그리고 살아 돌아오겠다고 장담했다. 그는 자신은 자살하는 것이 아니며 열악한 남성 인권, 남자들의 권리, 위축된 아버지와 남자들의 목소리를 대변하기 위한 것이며 절대 자살이 아니라고 주장했다. 성재기에 대한 수색작업은 사흘째 계속되었지만 아직도 이렇다할 진전을 보이지 못했다. '남성연대' 사이트에는 성재기 대표가 살아서 돌아오기를 간절히 바라는 많은 사람들의 댓글이 끊임없이 이어졌다. 경찰은 27일 수색 결과에 따라 성재기 실종의 전말을 파악할 수 있을 것으로 보고 있었다.
7월 24일과 7월 25일의 연이은 폭우로 한강물은 흙탕물이 되어 있었고 수색 중이던 7월 27일에도 비가 내려 마포소방서, 경찰서, 해양구조대, 해경 등이 동원된 수색 작업은 실패로 끝나고 말았다. 수색 과정에서 성재기로 보이는 시신을 건졌지만 여성 시신 2구와 남성 시신 등 10여구의 시신을 건졌다. 이 중에는 2012년에 실종된 여성도 있었다. 그러나 서울 영등포수난구조대는 29일 오후 4시10분쯤 서울 서강대교 남단 상류 쪽 100m 지점에서 성 대표의 시신을 발견했다고 밝혔다. 지난 26일 오후 3시19분쯤 서울 마포대교 중간지점에서 투신한 지 사흘 만이다.
26일 성재기의 투신 소식이 알려지자 변희재는 "(성재기 대표에게) 제가 좀 더 적극적으로 연락했어야 하는 게 아닌지 안타깝네요"라며 "성재기 대표는 몸이 거의 이소룡급으로 까짓 한강에서 얼마든지 헤엄쳐나올 수 있는 운동능력과 체력을 갖추고 있습니다. 분명이 살아나왔을 겁니다"라며 고인의 생존을 믿었지만 성 대표는 시신으로 발견됐다. 경찰과 소방당국은 이날 오후 서강대교 남단 상류 100m 지점에서 강 위에 떠 있는 성씨의 시신을 발견, 인양했다고 밝혔다.

## 시신 발견 직후
한강에서 투신한 성재기 남성연대 대표의 시신이 발견된 후, 변희재 미디어워치 대표가 "자살이 아니다"라며 글을 올렸다. 투신 소식을 들은 네티즌들이 남성연대 홈페이지에 몰려가 후원의 뜻을 밝히고 “후원금 송금했다”는 글을 올리기 시작한 것이 죽은 사람에게 위안이 될 수는 없었다. 많은 네티즌들은 “이전까지 남성연대가 어떻게 운영되는지 모르고 있었는데 알고 나니 진작에 후원을 했었어야 하는데 라는 생각이 든다”고 했다. 남성연대 홈페이지는 7월 29일 오후 성 대표의 시신 발견 소식이 전해지자 접속이 폭주해 2~3시간 가량 다운됐다가 복구됐다. 그가 5월초 여성가족부에 면담 요청을 했다가 응답을 받지 못한 것 역시 분노, 성토의 대상이 되었다.
한 누리꾼은 홈페이지 게시판에서 "여성부 출범 이후 역차별로 아파하고 고통당하는 남성 형제들의 십자가를 몸소 지고 남성 인권 해방을 위해 투쟁의 한길을 걸어오신 성 대표님이기에 지금 심정은 비통하기 이를데 없다"고 말했다. 다른 누리꾼은 "성 대표는 정당하게 대한민국 현실에 맞는 시대적인 목소리를 대표한 것"이라며 "낡은 관점으로 시대를 바라보는 여성부의 주장은 당장 철회돼야 하고 남녀 평등을 보장하는 새로운 법이 나와야 한다"고 강조했다. 한편 성재기의 사진에 노무현을 합성한 사진들이 한때 돌다가 사라졌다. 난간을 놓은 성재기의 등에 노무현이 업혀있는 그림, 성재기가 난간에 매달렸을 때 노무현이 구름 위에서 쳐다보면서 따라오너라 하고 조롱하는 등의 합성 사진들이 일부 포털에 유포되었다가 삭제조치되었다.
그의 투신 직후 자살설이 돌자 남성연대의 이모 팀장은 그가 자살할 목적이 아니었으며 열악한 남성 권리, 남성 인권의 현 주소를 고발하기 위해서였다고 밝혔다고 진술했다. 언론 인터뷰에서 남성연대 관계자는 “당초에는 성 대표가 투신이 아닌 사자우리에 직접 들어가려고도 했었다.”면서 우리도 투신도 너무 위험하기 때문에 다시 한 번 생각해달라고 만류했지만 본인의 의지가 워낙 확고해 말릴 수가 없었다”고 전했다. 경찰 조사에서도 성재기가 투신한 다른 이유의 하나가 열악한 (대한민국의) 남성 인권, 남성 권리에 대한 절박한 호소라 하였다. 한편 남성연대의 당시 빚이 2억 가까이 되었으므로 시중에는 성재기가 채무 때문에 자살한 것이라는 소문이 확산되었다.

### 수사와 사건 종결
서울 마포경찰서는 현장에 있던 남성연대 사무처장 한아무개(35)씨 등 4명을 참고인 신분으로 불러 조사했다. 경찰 관계자는 “현장 영상을 확인한 결과 남성연대 회원 등이 투신을 말리지 않았다”며 “투신 예고 뒤 경찰이 만류하기도 했고 성 대표의 부인도 말렸으나 듣지 않았다”고 말했다.
한편 현장에는 3명의 기자가 있었고 그 중 KBS 방송 기자가 촬영하는 장면이 사진에 나타나 있었다. KBS는 26일 오후 "KBS 취재진은 사전 사후 두 차례나 구조신고를 했고, 인명구조할 시간적 여유가 없는 상황이었다"는 공식입장을 밝히며 진화에 나섰다.
KBS는 공식 홈페이지를 통해 "KBS 취재진은 성 대표가 어제부터 '한국 남성 인권의 현주소를 고발하며 투신하겠다'고 예고했고 오늘 오후 통화에서도 이 같은 내용이 확인되자 현장 취재에 나섰다"며 "KBS 취재진은 취재보다도 인명구조가 우선이라는 생각에 오후 3시 7분 경찰과 수난구조대에 1차 구조신고를 했고, 성 대표가 마포대교 난간에서 뛰어내린 직후 수난구조대에 2차 구조신고를 했다"고 밝혔다. 이어 "인터넷에 유포된 사진은 KBS 취재진이 사건현장에 막 도착했을 당시의 모습으로 정황상 구조에 나설 시간적 여유가 없는 상황이었다"며 "사건현장 취재도 중요하지만 먼저 인명구조도 시급하다는 인식은 KBS 취재진도 충분히 갖고 있다"고 강조했다.
한편 자살 논란이 계속되자 미디어 워치 대표 변희재는 자살이 아니라고 주장했다. 변희재는 7월 29일 자신의 트위터에 "성재기 대표는 자살을 한 게 아닙니다. 열악한 단체를 살리기 위해 극단적인 퍼포먼스를 하다 사고를 당한 겁니다"라며 "그 방법엔 동의하지 않으나 무책임하게 목숨을 내버린 것은 아닙니다"라고 글을 게재했다. 성재기가 살아 나오면 하기로 했던 불고기 파티는 전면 취소되었다.

## 사고 이후
평론가 진중권은 7월 29일 자신의 트위터에 "'내가 잘못될 경우 누구를 후임으로 임명한다'는 말을 남긴 것은 죽음의 위험을 모르지 않았음을 의미한다"며 "미필적 고의에 의한 자살? 2억2천의 빚은 남성연대라는 단체의 공적 활동으로 인한 것이지만 고스란히 성재기라는 개인의 사적 채무로 남았다"고 밝혔다. 이어 그는 "그런 상황에서 성재기씨 개인의 개인적 자살과 남성단체의 공적 모금행사가 뒤섞인 투신 퍼포먼스가 이루어진 것이라 본다. 동조하고 방조한 사람들은 어차피 성재기 개인의 생명보다는 좀 다른 데에 더 많은 관심을 가졌던 것 같다"고 지적했다.  또한 진중권은 "그래도 그의 투신을 끝까지 말린 것은 공지영-표창원 씨 뿐이었던 것 같다"고 덧붙였다. 이후 그는 남성연대의 재정적 어려움 등에 대한 기사를 전하며 성 대표에 대한 정보를 공개하기도 했다. 이후 성 대표로 추정되는 시신이 발견되자 진중권은 해당 기사를 게재하며 "별로 우호적 상황은 아니었지만 그래도 트위터로 말 섞은 사이인데, 마음이 착잡하다. 부디 좋은 데로 가시기를…"이라며 애도를 표했다.
언론인 변희재는 7월 29일 자신의 트위터에 "진중권은 가족들의 뇌물 비리를 은폐하려고 뛰어내린 노무현에 대해 '가장 아름다운 분'이라 찬양했던 인물이다"라며 "성재기의 죽음에 대해 입 좀 다물었으면 한다. 더러운 표절논문 사태도 아직 끝나지 않았다"며 비난했다. 이에 일부 네티즌들은 송지선 아나운서를 조롱한 글을 예로 들며 진중권을 비판했다.
이어 변희재는 "어떤 경우든 자신의 목숨을 위협하는 일을 하는 건 용납할 수 없다. 가족의 뇌물비리 은폐하러 뛰어내린 노무현을 그렇게 찬양하던 자들이 왜 갑자기, 성재기 대표의 퍼포먼스 사고사에 대해 입을 놀려대는지, 역겨울 정도다"라고 밝혔다. 한편 정미홍은 7월 29일 자신의 트위터에 "노무현보다는 10배는 더 당당하고 깨끗한 죽음"이라며 "안타깝기 짝이 없는 죽음이다"라고 글을 올렸다. 이어 "여권신장이 있으면 남권 신장 소리가 있는 것도 당연한 일"이라며 고 성재기 대표가 생전에 벌이던 일에 대한 지지 의사를 표현했다.
2013년 7월 30일 성재기의 서울 마포구 마포대교 남단 아래 간이 빈소에는 1000여명에 달하는 조문객이 고인의 죽음을 애도했다. 충격에 빠진 그의 유족이 빈소를 지키지 못해 남성연대 관계자가 상주 자격으로 조문객을 맞았다. 장례식장에는 한승오가 상주가 되고, 박시현, 김인석, 이지훈, 김동근, 조현, 손승민 등 남성연대 회원들이 유족을 대신해 자원봉사자로 문상객들과 손님들을 맞이하고 접대하였다.
부산 대전 등 전국 각지에는 20곳이 넘는 분향소가 설치돼 빈소를 직접 찾아가지 못하는 시민들이 성 대표의 죽음을 추모했다. 빈소는 서울 마포대교 남단부터 대구 대전 부산 원주 청량리 울산 제주도 목포 여수 등 30여 곳에 마련되었다. 이는 일반 시민과 학생들에 의한 자발적인 분향소였고, 이 중 일부 지역 간이분향소는 일베저장소, 디씨인사이드의 회원들이 주축이 되어 설치되기도 했다.
영등포의 여의도성모병원에 빈소가 마련되었고, 그가 투신한 마포대교 남단 교각 아래, 서강대교 교각 아래에도 시민과 네티즌들이 간이 빈소를 세웠다. 7월 31일에는 청주, 청원, 오송 지역에 사는 일간 베스트 저장소 회원들이 31일 충북 청주시 서문대교에 성재기를 추모하는 분향소를 설치했다. 이후 남성연대는 한승오가 임시 대표가 되었으나 단체 내의 내분, 조의금 회수 문제, 외부 단체의 개입 문제 등으로 혼선을 빚다가 황장수를 영입, 남성연대 비상대책위원장으로 앉혀 비상대책위원회를 조직하게 되었다.

## 논란과 의혹
성재기 투신 당시 <한국방송>(KBS) 카메라기자와 남성연대 회원 4명 등 5명이 현장에 있었던 것으로 드러나 자살방조 및 취재윤리를 둘러싼 논란이 한때 일었다.

### 안전시설 미확보 논란
투신 퍼포먼스 당시 성재기는 구명 조끼를 착용하지 않았고, 양복 바지에 구두 차림이었으며, 로프 및 기타 부력 시설 없이 투신한 점이 논란이 되고 있다.

### 사고 방조 논란
성재기의 투신 직후 일각에서는 사고를 방조했다는 규탄 여론이 제기되기도 했다. 한 트위터 이용자는 "성 대표의 행동도 이해할 수 없지만 사실상 자살을 방조했던 남성연대 회원들과 KBS기자는 더 이해하기 어렵다"며 "자살 방조한 사람들을 전부 처벌해야 한다"고 강조했다.
26일 성재기가 투신할 당시 현장에는 남성연대 관계자들과 KBS 카메라 기자 등 최소한 네 명이 있던 것으로 알려지면서 자살 방조 논란이 불거지기도 했다. 한국방송 카메라기자와 남성연대 회원 등 3명이 성재기가 뛰어내리려는 모습을 촬영하는 사진이 인터넷과 트위터에 올라, 자살방조라는 비판이 나온다. 이는 사전에 준비해간 성재기의 노트북을 통해 트위터 성재기 계정으로 올려졌다. 한국방송은 이에 대해 “사진은 취재진이 사건 현장에 막 도착했을 당시다. 정황상 구조에 나설 시간적 여유가 없었다”고 해명했다.

### 자살설 루머
한때 그는 자살한 것처럼 알려졌다. 그러나 2013년 7월 25일 성재기는 자신은 자살하는 것이 아니며 살아 돌아올 것이라고 지인들에게 알렸고, 같은 내용의 글을 트위터에 올리기도 했다. 그는 남성연대의 열악한 재정 사정과 한국 남성 인권의 현주소를 고발하기 위해 투신하는 것이라며 '자살 소동'과는 거리가 멀다고 주장했다. 7월 26일 오후 3시 15분쯤 마포대교에서 실제로 뛰어내렸다.
성재기가 사전에 동원한 수상구조원 중 한명인 박모는 그가 투신을 만류하는 권고에도 불구하고 "'수영을 잘한다'며 완강했다"고 밝혔다.
그의 지인이었던 강태호 English 대표는 언론 인터뷰에서 사고사임을 밝혔다. 그는 "극단적인 퍼포먼스가 사고로 이어진 어이없는 익사입니다. 지금 인터넷에선 억측이 난무하고 있지만 자살할 이유도 없고 그럴 용기도 없는 분입니다. 너무 안타깝고 불쌍합니다"라고 전하고 자신이 투신 직전 성재기와 나눈 카톡을 공개하며 투신을 말렸던 과정을 전하기도 했다. 한편 성 대표가 투신을 예고했을 당시 표창원 전 경찰대 교수를 비롯해 네티즌들 사이에서는 '목숨을 가볍게 여기지 말라'라는 우려의 목소리가 일었고 성 대표가 투신 후 행방이 묘연하자 그와 함께 투신 자리에 있던 사람과 관계자들에게 '자살방조 아니냐'는 논란이 일기도 했다.
성재기 시신이 발견되자 진중권과 변희재의 설전이 이어지기도 했다. 진중권은 "미필적고의에 의한 살인"을 언급했고, 변희재는 "성재기씨 부인과 아이도 있는데 그 입 다물라"고 비난하기도 했다. 한편 남성연대와 기타 현장에 있던 사람들에 대한 책임론이 불거지기도 했다. 이에 경기대학교 범죄심리학과 교수 이수정은 "논리적인 방법에 의한 불만 말고 성재기씨가 한 행동은 개인 행동이라고 봐야 하는거 아닌가." 라며 반론을 제기하기도 했다.

### KBS 방송 자살 방조 논란
성재기의 투신 퍼포먼스를 촬영한 KBS 방송국 취재기자를 비롯한 기자들이 성재기의 투신을 말리지 않고 그냥 기사로 촬영한 것을 두고 살인 논란, 살인 방조 논란이 제기되기도 하였다. 성재기 대표는 자신의 트위터 계정에 “정말 부끄러운 짓입니댜 죄송합니다. 평생 반성하겠습니다”라는 글과 함께 마포대교에서 투신을 앞둔 사진을 올렸다. 이 사진에는 촬영 대기 중인 이들도 등장했는데, KBS의 카메라도 있어 ‘자살을 방조한 것이 아니냐’는 논란이 일었다.
2013년 7월 26일 성재기가 마포대교 남단 140m 지점에서 뛰어내릴 때 KBS 방송국 기자가 취재하고 있었다. 이 기자들이 취재하면서 투신을 만류하지 않았다는 비판이 나타나기도 했다. 오후 3시 20분 성재기 대표가 한강 마포대교에서 투신한 직후 그의 트위터에는 인증사진이 올라왔다. 이후 온라인에는 한강에 뛰어드는 성재기 대표와 이를 지켜보는 KBS 취재진과 남성연대 관계자들의 모습이 담긴 사진이 퍼졌고 '자살을 방조했다'는 비난이 쏟아지기도 했다. 성재기의 시신을 찾지 못하면서 7월 26일부터 방송사로도 자발 방조, 인권 침해 등의 항의 전화가 걸려오기도 했다.
MBC <뉴스데스크>와 SBS <8뉴스>는 26일 방송에서 성재기 대표의 자살 소식을 보도하며 이 같은 자살 방조 논란을 언급하기도 했다. MBC <뉴스데스크>는 “성재기가 투신할 때 남성연대 회원과 방송사 카메라가 현장을 찍는 장면이 인터넷에 퍼지면서 논란이 일고 있다”며 “누리꾼들은 이들이 성 씨의 투신을 말리지 않고 오히려 촬영한 것은 사실상 ‘자살 방조’라며 비난을 쏟아내고 있다”고 전했다. <8뉴스>는 “정장 차림의 한 남성이 마포대교 난간 바깥쪽에 매달려 있고 카메라를 든 3명이 남성을 촬영하고 있다”며 인터넷에 유포된 사진을 설명한 후, “한 방송사가 도착해 투신 직전 경찰에 신고했지만 구조대가 도착했을 땐 성 대표가 사라진 뒤였다”고 보도했다.
바로 KBS 측은 남성연대 성재기 대표의 자살 방조 논란에 대해 해명했다. 26일 KBS 측은 공식 보도자료를 통해 'KBS 취재진은 취재보다도 인명구조가 우선이라는 생각에 오늘 오후 3시 7분 경찰과 수난구조대에 1차 구조신고를 했다. 성 대표가 마포대교 난간에서 뛰어내린 직후 수난구조대에 2차 구조신고를 했다'며 '현장에는 (남성연대 관계자)남성 2명이 있었지만 투신하려는 성 대표를 제지하지 않았다. 인터넷에 유포된 사진은 KBS 취재진이 사건현장에 막 도착했을 당시의 모습으로 정황상 구조에 나설 시간적 여유가 없었다'고 밝혔다. 이어 '성 대표는 어제부터 한국 남성 인권의 현주소를 고발하며 투신하겠다고 예고했다. 오늘 오후 통화에서도 이 같은 내용을 말해 현장 취재에 나선 것'이라고 상황을 설명했다.

#### KBS 방송 측의 반론
7월 26일 오후 KBS 방송국은 홈페이지에 해명글을 올려 자살방조가 아니라 주장했다. KBS는 논란이 확산되자 26일 오후 공식 입장을 내어 “자살 방조가 아니다”라며 적극 해명했다. KBS는 3시 7분 경에 현장에 동행한 KBS 기자가 경찰과 소방서에 신고했음을 밝히기도 했다.
KBS는 “KBS 취재진은 취재보다도 인명구조가 우선이라는 생각에 오후 3시 7분 경찰과 수난구조대에 1차 구조신고를 했고, 성 대표가 마포대교 난간에서 뛰어내린 직후 수난구조대에 2차 구조신고를 했다”며 “현장에는 남성 2명이 더 있었지만 투신하려는 성 대표를 제지하지 않았다”며 당시 상황을 설명했다. 현장에는 남성연대 회원인 한모와 이모, 그밖에 남성연대의 회원 2명이 더 있었다.
한편 7월 26일 오후 3시 이후 인터넷에 유포된 사진에 대해서는 “KBS 취재진이 사건현장에 막 도착했을 당시의 모습으로 정황상 구조에 나설 시간적 여유가 없었다”고 해명했다. KBS 방송국측은 타 언론 해명에서“성재기 대표의 투신은 안타까운 일이지만, KBS 취재진은 불행한 사태를 방지하고자 사건 발생 직전 1차 신고를, 발생 직후 긴급 구조를 요청하는 2차 신고까지 했다”고 강조하며 “KBS 취재진에 대해 ‘자살 방조’라며 근거 없는 비난을 자제해 주실 것을 당부드린다”고 전했다. KBS 홍보실 관계자는 7월 26일 오후 뉴스 일간지 <미디어스>와의 통화에서 “KBS는 자살을 조장할 수 있다는 위험이 있어 자살 보도에는 특히 신중을 기하고 자제하려고 한다”며 “인터넷 유포 사진만으로 KBS가 자살을 방조했다고 오해하지 말아 달라”고 밝혔다. 그러나 촬영에만 열중했지, 현장에서 투신하려는 사람을 막지 않았다는 비판은 트위터와 인터넷에서 계속되었다.

### 사진 촬영 논란
한편 그가 투신할 당시 남성연대 직원 이모 대리, 김모 대리 등 남성연대 직원 3명과 KBS 방송국 기자, 기타 모 언론사 기자 등이 있어서 이들은 왜 투신하는 성재기를 구조하지 않았느냐는 비판 여론이 돌기도 했다. 투신 직전인 26일 오후 3시, 성재기 대표는 노트북으로 자신의 트위터 계정에 “정말 부끄러운 짓입니댜 죄송합니다. 평생 반성하겠습니다”라는 글과 함께 마포대교에서 투신을 앞둔 사진을 올렸다. 이 사진에는 촬영 대기 중인 이들도 등장했는데, KBS의 카메라도 있어 ‘자살을 방조한 것이 아니냐’는 논란이 일었다. 7월 26일부터 7월 27일까지는 해당 사진을 촬영한 사람들에 대해서도 자살을 방조했다는 규탄 여론이 들끓기도 했다.
논란이 계속되자 한 인터넷 웹진 관계자인 김수빈은 7월 26일 오후 8시 15분에 자신의 블로그 수빈김닷컴(subinkim.com)에 해당 사진을 싣고 "인터넷에서 사실과 다른 소문이 돌고 있다"며 직접 해명에 나섰다. 김씨는 '(성재기의) 투신 사실을 알고서 투신 현장에서 기다리고 있던 것이 아니냐'는 것과 관련, "이는 사실과 전혀 다르다"며 "때마침 여의도에 볼 일이 있어 마포대교를 지나고 있었을 뿐"이라고 적었다. 또 "저는 국방 문제만 다루는 사람(기자)이라 남성연대의 일에 대해서는 특별히 관심을 가지고 있지 않았으며, 투신 사실도 전혀 몰랐다"고 덧붙였다.
김수빈은 해당 인터넷웹진이 투신 장면을 캠코더로 촬영하고 있었다는 논란에 대해선 "당시 투신 현장 근처에 있었던 사람은 사진에 있던 3명과 마포대교를 지나고 있던 저까지 해서 4명"이라며 부인했다. 또, '왜 사람이 투신하는데 구하지 않았느냐'라는 물음에 대해선 김수빈은 "성 대표가 바로 그 자리에서 투신할 것이란 생각을 못했다"며 "그가 카메라 앞에서 뭔가 성명 같은 것을 발표할 것이라고 생각하고 사진을 찍었다. 그런데 난간을 넘어가고 얼마 지나지 않아 성 대표가 곧바로 '감사합니다'라는 말만 남기고 투신을 했다"고 밝혔다. 그러나 성재기를 잡을 수 있었는데도 잡지 않았다는 비판 여론은 계속되었다.

### 아시아나 항공사 직원의 조롱 논란
2013년 7월 31일 인터넷 소셜 미디어 네트워크인 트위터에 한 여성이 성재기의 죽음은 관심병자의 죽음이고, 추모할 가치도 없는 개죽음이라는 트윗을 날렸다. 그 여성은 또, 성재기를 추모하는 사람들을 정신병자, 무지몽매한 인간이라고 비꼬는 트위터를 올렸다. 비난이 계속되자 해당 트위터는 곧 계정 폭파하였지만, 이 트위터의 사진에 아시아나 항공사 제복을 입은 사진을 올린 것이 일부 네티즌들에 의해 발견되었다. 아시아나항공사는 자체 서류 등을 조사한 후 8월 1일, 트위터에 계정을 올린 이가 퇴사한 전직 직원임을 공개했다. 그러나 아시아나항공사에 대한 항의전화는 계속되었다.
아시아나항공 여성 승무원 출신 A씨는 지난달 31일 자신의 트위터에 “성재기의 죽음에는 참 뭐라 할까, 관심병자의 끝을 보는 것 같아 씁쓸했다”며 “죽은 이에게는 명복을 빌어줘야겠지만 앞뒤 분간 못하는 무지한 인간들이 미화할까봐 걱정 된다”고 적었다. 8월 1일 아시아나항공사는 인사서류 등을 찾아서 확인한 끝에 해당 여성이 1년 전에 이미 퇴사한 직원임을 확인하고 이를 공개했다. 그러나 직원 교육을 어떻게 시켰느냐, 직원 인성검사를 하라는 등의 비아냥과 조롱이 계속되었다.
파문이 확산되자 아시아나 항공 홍보부서는 8월 1일 아시아나항공 공식 트위터를 통해 “담당 부서와 확인 결과 글쓴이는 현재 당사에 재직 직원이 아닌 2010년부터 1년간 근무 후 현재는 퇴사한 직원으로 확인됐다”고 해명했다. 이어 “(A씨) 프로필 사진은 당사 근무시절 촬영했던 사진으로 해당 글로 인해 아시아나항공 및 임직원들에 대한 오해가 없으시기를 바란다”고 밝혔다. 이어 사과문을 올렸다.

## 사고에 대한 반응
그의 퍼포먼스는 급류에 휘말린 상황으로 인해 비극으로 끝이 났으며, 생명에 대한 존중과 자살문제에 대한 다양한 해석을 낳았다. 한 누리꾼은 홈페이지 게시판에서 "여성부 출범 이후 역차별로 아파하고 고통당하는 남성 형제들의 십자가를 몸소 지고 남성 인권 해방을 위해 투쟁의 한길을 걸어오신 성 대표님이기에 지금 심정은 비통하기 이를데 없다"고 말했다. 다른 누리꾼은 "성 대표는 정당하게 대한민국 현실에 맞는 시대적인 목소리를 대표한 것"이라며 "낡은 관점으로 시대를 바라보는 여성부의 주장은 당장 철회돼야 하고 남녀 평등을 보장하는 새로운 법이 나와야 한다"고 강조했다.
한편 '성재기 대표의 사망사건은 자살의 범위와 자살이 아니지만 자살이 될 수 있는 상황에 대한 논란과 논쟁도 불러왔다. 하지만 제일 중요한 관점은 생명을 스스로 경시하는 상황이었다는 것만은 분명하다는 점이다.'라는 비판적인 시각도 있다.
성재기 투신 직후 남성운동가 한지환은 "남성연대가 확고한 세력화를 구축하진 못했지만 많은 남성들의 지지를 얻는 데는 성공했다"며 "성 대표가 다소 거친 방법이지만 훌륭하게 남성의 현실을 대변했다"고 평가했다.다만 남녀의 역할이 선천적으로 다르기 때문에 전통적인 역할관을 되살려야 한다는 남성연대의 주장에는 반대했다. 한지환은 성재기의 견해에는 비판하였지만, 그의 활동이 여러 남성들의 목소리를 충분히 대변한 점과, 남성들의 입장을 한국 사회에 널리 알린 점을 지적했다. 한지환은 "전통적인 성역할관을 탈피해 남녀 구분없이 자유로운 성역할을 맡겨야 한다"며 "남성이 전업주부가 돼도 떳떳할 수 있고 여성도 가장으로서 위엄을 세울 수 있을 때 진정한 양성평등이 이뤄진다"고 주장했다.
한국남성의전화 소장 이옥이는 성재기의 투신을 여러가지 문제로 박탈감과 소외를 당하는 한국 남성들의 목소리를 대변한 것으로 봤다. 한국남성의전화 이옥이 소장은 "그동안 여성들이 사회적 약자였다면 이제는 여성들의 지위가 높아지고 활동이 보장되면서 상대적 박탈감을 호소하는 남성들이 많아졌다"며 "특히 가정문제로어려움을 겪고 있는 남성들 입장에서는 여성가족부처럼 정부가 남성의 문제를 다루거나 지원해야 한다고 생각할 수 있다"고 평했다.

## 기타
보수 성향 온라인 커뮤니티인 일간베스트(일베)에서도 성 대표에 대한 추모글이 줄을 이었다. 여성부에 대한 분노감도 극에 달했다. 일부 일베 이용자들은 이날 '여성부 폐지'를 주요 포털사이트 검색어 1위에 올리자며 동참을 호소했고 여성부 홈페이지는 오후 한때 검색어 1위에 올랐다.
그러나 일부 다른 누리꾼들은 "아무리 그래도 섣부른 행동이었다", "무책임했다" 등의 반론을 제기하고 있다. 또한 그가 생존해서 꿋꿋이 버텨주었음을 지적하며 아쉬워하는 시각도 나타났다.
한편 성재기의 투신 배경에 대해 '남성연대' 성재기 대표는 자신의 죽음으로 '남성연대' 부채 상환과 운영자금을 마련해 놓고 홀로 떠나겠다는 외로운 결단을 했는지도 모른다는 평도 있다. 또, 성재기에 대한 마초라는 비판과 냉대, 멸시, 성재기 투신 직전인 7월 14일 부인과의 불화로 부인이 가출한 점, 수년 전 늦둥이 자녀를 임신했다가 유산한 점 등이 한때 성재기의 투신 배경으로 지목되기도 했다.

## 같이 보기
| - 남성연대 - 남성주의 - 남성 차별 - 성재기 - 변희재 - 공지영 - 표창원 - 한지환 - 한승오 - 황장수 - 김기백 | - 자살 - 사상의 자유 - 윤치호 - 안상영 - 남상국 - 정몽헌 - 정채기 |

## 참고 자료
- 성재기 투신 미스테리, 사건 전말은?
- [SNS화제] 스튜어디스 "고 성재기의 죽음은 관심병자의 끝" 비하 논란 위키트리 2013.08.01
- 가모장제(家母長制)로 변화된 한국사회 일요서울 2013.08.05
- 성재기 시신 발견, 네티즌 "안타깝다"
- 성재기 투신 예고에 표창원 "자살방지 정신과 상담 필요" 일요신문 2013.07.25
- 고 성재기 마지박 방송 전파 탄다…'군 가산점제' 열띤 토론 일요신문 2013.08.09
- 성재기, 투신 3시간 전 인터뷰 "관심 가져달라는 것" 오마이뉴스 2013.07.26